# 293e division d'infanterie
La  293e division d'infanterie (en allemand : 293. Infanterie-Division ou 293. ID) est une des divisions d'infanterie de l'armée allemande (Wehrmacht) durant la Seconde Guerre mondiale.

## Historique
La 293e division d'infanterie est formée le 8 février 1940 à Berlin dans le Wehrkreis III en tant qu'élément de la 8. Welle (8e vague de mobilisation).
Elle prend part aux opérations sur le Front de l'Ouest, avec la campagne de France avançant jusqu'à la région d'Épernay et d'Auxerre.
Plus tard, en juin 1941, elle participe à l'opération Barbarossa et aux combats du front de l'Est au sein de l'Heeresgruppe Mitte.
Elle combat à Moscou, Koursk et sur le Dniepr.
Elle est dissoute le 2 novembre 1943 après avoir subi de lourdes pertes. L'état-major de la division forme l'état-major de la 359. Infanterie-Division et les éléments survivants forment le Divisions-Gruppe 293 qui est assigné au Korps-Abteilung A.

## Organisation

### Commandants
| Date                               | Grade           | Commandant          |
| ---------------------------------- | --------------- | ------------------- |
| ? février 1940 - 4 juin 1940       | Generalleutnant | Josef Rußwurm       |
| 4 juin 1940 - 19 février 1942      | Generalleutnant | Justin von Obernitz |
| 19 février 1942 - 10 janvier 1943  | Generalleutnant | Werner Forst        |
| 10 janvier 1943 - 20 novembre 1943 | Generalleutnant | Karl Arndt          |

### Officiers d'opérations (Generalstabsoffiziere (Ia))
| Date                               | Grade               | Commandant       |
| ---------------------------------- | ------------------- | ---------------- |
| Février 1940 - 1er avril 1941      | Hauptmann i.G.      | Otto Petersen    |
| 1er avril 1941 - 30 janvier 1942   | Oberstleutnant i.G. | Otto Rauser      |
| 30 janvier 1942 - 15 juillet 1943  | Oberstleutnant i.G. | Franz von Klocke |
| 15 juillet 1943 - 20 novembre 1943 | Oberstleutnant i.G. | Kurt Tarbuk      |

## Théâtres d'opérations
- Allemagne : Février 1940 - Mai 1940
- Belgique & France : Mai 1940 - Juin 1941
- Front de l'Est, secteur Centre : Juin 1941 - Novembre 1943
  - 1941 - 1942 : opération Barbarossa
    - 22 octobre 1941 au 22 janvier 1942 : bataille de Moscou

## Ordres de bataille
- Infanterie-Regiment 510
- Infanterie-Regiment 511
- Infanterie-Regiment 512
- Artillerie-Regiment 293
  - I. Abteilung
  - II. Abteilung
  - III. Abteilung
  - IV. Abteilung
- Pionier-Bataillon 293
- Feldersatz-Bataillon 293
- Panzerjäger-Abteilung 293
- Aufklärungs-Abteilung 293
- Infanterie-Divisions-Nachrichten-Abteilung 293

## Décorations
Certains membres de cette division ont été décorés pour faits d'armes:
- Agrafe de la liste d'honneur
  - 2
- Croix allemande
  - en Or : 41
- Croix de chevalier de la Croix de fer
  - 6